# Nishimura Yuichi
Nishimura Yūichi ( 西村 雄一 Tây Thôn Hùng Nhất) (sinh 17 tháng 4 năm 1972) là trọng tài bóng đá cấp FIFA người Nhật.
Ông đã từng là trọng tài chính châu Á duy nhất và là một trong ba trọng tài châu Á trong Cúp bóng đá châu Phi 2008 tại Ghana cùng với các trợ lý trọng tài Toru Sagara của Nhật và Hae Sang Jeong của Triều Tiên. Ông cũng là trọng tài tại Giải vô địch bóng đá U-17 thế giới 2007.
Ông được chọn làm trọng tài Giải vô địch bóng đá thế giới 2010. Ông bắt chính trong trận Uruguay gặp Pháp, và trở thành trọng tài đầu tiên tại giải này rút thẻ đỏ đuổi tiền vệ người Uruguay Nicolás Lodeiro. Ông cũng là một trọng tài tại Giải vô địch bóng đá U-17 thế giới 2007.
Vào năm 2014 ông làm trọng tài tại Giải vô địch bóng đá thế giới 2014 và được vinh dự làm trọng tài chính cho trận mở màn giữa Brasil và Croatia.